# بخش کپایان
بخش کپایان (به اسپانیایی: Departamento Capayán) یک منطقهٔ مسکونی در آرژانتین است که در استان کاتامارکا واقع شده‌است. بخش کپایان ۴٬۲۸۴ کیلومتر مربع مساحت و ۶٬۳۵۸ نفر جمعیت دارد.